# Bolitoglossa capitana
Bolitoglossa capitana es una especie de salamandras en la familia Plethodontidae.
Es endémica del departamento de Cundinamarca, Colombia.
Su hábitat natural son los montanos húmedos tropicales o subtropicales.
Está amenazada de extinción debido a la destrucción de su hábitat.